# Diana Scarwid
Diana Scarwid (født 27. august 1955) er en amerikansk teater-, tv- og filmskuespiller.
Scarwid har en grad fra både Pace University og American Academy of Dramatic Arts. Hun filmdebuterede i Pretty Baby (1978) og modtog en nominering for en Oscar for bedste kvindelige birolle for Ta' det med et smil i 1981(1980). Derefter skildrede hun Joan Crawfords adoptivdatter Christina Crawford i filmatiseringen af hendes biografi Mor er den værste i verden (1981). Filmen modtog ikke den forventede modtagelse; Scarwid blev tildelt en af de fem Razzie Awards som filmen modtog, for værste kvindelige birolle. Hun medvirkede i en anden biografisk film Silkwood (1983), men ellers optrådte hun for det meste i B-film som Psycho III (1986).
I løbet af 2000'erne er hun blevet screenet i Bag facaden (2000), A Guy Thing, Party Monster (begge 2003), tv-serien Wonderfalls og en gæsterolle i Prison Break.